# Андреевский двухрублёвик
Андреевский двухрублёвик, андреевский золотой — российские золотые монеты номиналом в 2 рубля, выпускавшиеся во время правления Петра I, Екатерины I и Петра II в 1718—1728 годах. Они сменили червонцы, которые по своей сути являлись подражанием западноевропейским дукатам. Монетная стопа для золотых монет была изменена. Из одного фунта (~ 409,5 г) золота 75-й золотниковой пробы (781-я метрическая) следовало выпускать 100 монет. На аверсе изображали царя, на реверсе — апостола Андрея Первозванного с косым крестом. Круговая надпись на оборотной стороне содержала указание номинальной цены монеты — 2 рубля. По изображению святого монеты и получили своё название «андреевские двухрублёвики» или «андреевские золотые».
Выпуск андреевских двухрублёвиков продлился до 1728 года включительно. Одной из причин прекращения их чеканки стало несоответствие монетной стопы российских андреевских золотых распространённым в Европе золотым дукатам. Их использовали преимущественно на внутреннем рынке, в то время как для международной торговли требовались аналоги получивших широкое распространение монет. Повышение стоимости золота относительно серебра также затрудняло выпуск андреевских золотых. Купцы не хотели сдавать золото на монетный двор по закупочной цене 245 копеек за золотник. Её повышение делало выпуск убыточным. В результате государство отказалось от чеканки золотых монет номинальной стоимостью в два рубля и вернулось к червонцам.

## Предпосылки появления
В 1701 году, в рамках денежной реформы Петра I, на Кадашёвском монетном дворе стали выпускать золотые монеты — червонцы. По пробе и весу они соответствовали получившему широкое распространение дукату. Их появление и дальнейшее распространение привели к появлению в обороте Русского царства золотой монеты. Ранее выпуски золотых монет носили эпизодический характер. Их в основном использовали не в качестве средства платежа, а как подарочные («донативные») монеты за те или иные заслуги.
В отличие от европейских монет, на петровских практически не использовали латынь. Известны один выпуск червонцев 1716 года, один выпуск золотых двух рублей 1718 года и пробные медные монеты с латинскими легендами. В записках резидента курфюршества Ганновер Вебера приведено непосредственное отношение к вопросу самого Петра I. Когда царю посоветовали для большей доступности на европейском рынке помещать на все виды золотых, серебряных и медных монет обозначения на латыни, он ответил, что был бы благодарен за совет, как вообще достичь отсутствия русских монет за границей.
Петровские червонцы весом в 3,458 г чеканили из т. н. «коробчатого» золота, которое представляло собой золотой песок в коробочках по 3⁄4 фунта (~ 307,125 г), поступавшего в Сибирский приказ из Китая. Недостатком червонцев, который затруднял их участие в денежном обращении, являлось отсутствие фиксированной цены относительно рубля. По различным оценкам, на протяжении 18 лет их цена колебалась между 40 алтынами (1 рубль 20 копеек) и 2 рублями 25 копейками, имея тенденцию к росту на фоне удорожания золота относительно серебра.
В феврале 1718 года государство на время отказалось от выпуска подражаний дукатам — червонцев. Предпосылками к этому стало желание наполнить казну. Стоимость червонца на тот момент составляла около 2 рублей. При уменьшении содержания чистого золота в монете, чья стоимость была законодательно закреплена двумя рублями, государство получало закономерный доход. Монетная стопа для золотых монет была изменена. Из одного фунта (~ 409,5 г) золота 75-й золотниковой пробы (781-я метрическая) следовало выпускать 100 монет. На аверсе изображали царя, на реверсе — апостола Андрея Первозванного с косым крестом. Круговая надпись на оборотной стороне содержала указание цены номинала монеты — 2 рубля. Из-за этого изображения святого монеты и получили своё название «андреевских двухрублёвиков» или «андреевских золотых». Источником сырья для выпуска новых монет было уже не «китайское» золото, а, шедшие в переплавку, иностранные дукаты.
Вес около 4 г соответствовал золотнику, который упоминается в русских источниках начиная с XI века. Понятие «золотник» встречается и в русских поговорках: например, «мал золотник, да дорог». Как правило, прямое значение этой поговорки сводится именно к этой древней единице измерения массы драгоценных металлов. Но, по мнению учёного-нумизмата, основоположника советской нумизматической школы Ивана Спасского, появление поговорки могло быть связано и с началом выпуска золотых двухрублёвиков, которые, по сути, представляли собой первую массовую реализацию золотника в реальной монете.

## Андреевские двухрублёвики Петра I
Все андреевские двухрублёвики во время Петра I чеканили на Красном монетном дворе. Их диаметр составлял около 20 мм, а вес около 4,1 г. За семь лет выпустили 316 846 золотых двухрублёвиков. Наиболее многочисленные выпуски приходятся на 1720—1721 годы. В отличие от червонцев основным источником металла для их производства стало не «коробчатое» золото, а иностранные дукаты и другие изделия, шедшие в переплавку. Источником их поступления являлись пошлинные и прочие сборы, а также закупка через подрядчиков. Доля первых составляла 60,7 %, вторых — 28,8 %.
Тиражи по годам указаны в таблице 1. В комментариях приведены основные разновидности андреевских двухрублёвиков Петра I.
| Год  | Тираж  |
| ---- | ------ |
| 1718 | 36 653 |
| 1719 | 6391   |
| 1720 | 91 128 |
| 1721 | 86 738 |
| 1722 | 36 739 |
| 1723 | 46 124 |
| 1724 | 13 073 |
| 1725 | 13 079 |

- 1. Аверс андреевского двухрублёвика 1718 года с заклёпками на латах
- 2. Реверс андреевского двухрублёвика 1718 года с заклёпками на латах
- 3. Аверс андреевского двухрублёвика 1722 года с надписью «IМПЕРАТ»
- 4. Реверс андреевского двухрублёвика 1722 года с надписью «IМПЕРАТ»
- 5. Аверс андреевского двухрублёвика 1723 года с новым изображением Петра I в античном плаще
- 6. Реверс андреевского двухрублёвика 1723 года с новым изображением Петра I в античном плаще

## Андреевские двухрублёвики Екатерины I
Во время правления Екатерины I (1725—1727) андреевские золотые по весу, пробе и типу ничем не отличались от петровских. Их тиражи были весьма незначительными. Этому способствовал целый ряд факторов. В самом государстве на тот момент добыча золота была крайне низкой. Соотношение цены золота к серебру в русских монетах отличалось от западноевропейского. Андреевский двухрублёвик содержал 3⁄4 золотника (~ 3,2 г) чистого золота. Соответственно, в условиях свободного обмена одних монет на другие по номиналу, один золотник чистого золота стоил 266 2⁄3 копейки. В серебряной монете золотник чистого серебра содержался в 20 4⁄7 копейках. Таким образом, соотношение цены золота к серебру составляло около 13 к 1. В западноевропейских странах оно колебалось на тот момент в пределах 14—15 к 1. Это способствовало вывозу, несмотря на запреты, российской золотой монеты за границу. Её ввоз в Россию был невыгодным и, соответственно, недостаточным.
Закупочные цены монетного двора не соответствовали рыночным. Купцы не желали осуществлять поставки на монетный двор золота по цене 245 копеек за золотник, требуя её повышения до 260 копеек. Государство отказывалось платить такую цену, так как не хотело терять, хоть и небольшой, доход от выпуска монет. Более того, повышение закупочной цены металла могло сделать выпуск андреевских золотых убыточным. При закупочной цене 245 копеек за золотник доход монетного двора составлял 14 рублей 80 копеек на фунт золота 750-й пробы. В «экстракте, по требованию Верховного Тайного совета, из книг монетного двора о делании на оном червонных золотых» приводятся данные о зарплатах мастерам, покупке угля и других необходимых для монетного передела средств. В результате прибыль от выпуска 100 золотых двухрублёвиков из фунта золота при указанной закупочной цене составляла всего 3 рубля 60 копеек.
В именном указе Екатерины I от 21 февраля 1727 года говорится: «Усмотрели Мы, что на монетных дворах в золоте и серебре великая нужда и денег в капитале почитай ничего нет… причина тому та есть, что свободная покупка отставлена… цена положена малая».
Тираж андреевских двухрублёвиков 1726 года составил 9156, 1727 года — 11 728 монет. В тираж 1727 года включены монеты с изображением как Екатерины, так и Петра II. Гурт андреевских двухрублёвиков этого времени узорчатый.
На аверсе андреевских двухрублёвиков Екатерины I помещено погрудное изображение императрицы. Круговая надпись «ЕКАТЕРІНА • IМПЕРАТЬ • I САМОДЕРЬ • ВСЕРОСІСКАЯ •». На реверсе стоит Андрей Первозванный в нимбе, который держит левой рукой крест позади него. Правая рука протянута вперёд. Круговая надпись: МОНЕТА НОВА ЦЕНА ДВА РУБЛI. Цифра года разделена ногами святого на две части (см. рис. 7, 8).
- 7. Аверс андреевского двухрублвика 1726 года
- 8. Реверс андреевского двухрублёвика 1726 года

## Андреевские двухрублёвики Петра II
В нумизматической литературе отмечается определённая путаница в оценках тиража и годов чеканки андреевских двухрублёвиков во время царствования Петра II. Великий князь Георгий Михайлович приводит архивные документы министерства финансов, согласно которым в 1727 году отчеканили 11 728 золотых монет данного типа, в 1728 — 9397, а в 1729 — 23 798 андреевских двухрублёвиков. В вышеприведённых сводках отсутствует разбивка тиража 1727 года на правление Екатерины I и Петра II. Соответственно, нет и ясности, сколько же в действительности выпустили золотых с изображением Петра II в 1727 году. Также обращает на себя внимание тот факт, что из относительно крупного выпуска 1729 года не известно ни об одном уцелевшем экземпляре. Эту цифру перепечатывают авторы современных нумизматических изданий, либо не делая никаких попыток объяснить отсутствие материального свидетельства существования монет 1729 года, либо относя весь тираж к таковому, который был отчеканен с использованием штемпелей 1727 и 1728 годов. Возможно, выпуск переплавили. Так, для червонцев 1729 года использовали в том числе металл 15 773 андреевских двухрублёвиков.
В корпусе монет Георгия Михайловича описано несколько разновидностей андреевских двухрублёвиков Петра II 1727 и 1728 годов. На аверсе монеты помещено изображение Петра III в парике с длинными локонами. Его голову венчает лавровый венок. Сзади волосы перехвачены бантом. Одет император в римские латы. На груди расположен двуглавый орёл. На правом плече наплечник из пяти лент, над которыми имеются три фестона. Бюст задрапирован плащом. Круговая легенда «ПЕТР • II • IМПЕРАТОРЪ • I САМОДЕРЖЕЦЪ • ВСЕРОСІСКI». Реверс и гурт в целом повторяют свои екатерининские аналоги.
Среди монет 1727 года выделяют таковые, на которых отсутствует бант на лицевой стороне (см. рис. 9), в слове «РУБЛI» буква «у» передаётся либо как «о», либо славянской «ȣ». Также на монетах со славянской «ȣ» в круговой надписи «МОНЕТА НОВА ЦЕНА ДВА РȣБЛI» отсутствуют точки между словами. При чеканке ряда монет 1727 года использовали штемпели предыдущего, 1726-го, с перегравированной на штемпеле последней цифрой (см. рис. 10), что хорошо видно на изображении. В. В. Биткин выделяет разновидности с помещёнными над головой императора точкой либо звездой.
В монетах 1728 года выделяют две разновидности — с точкой или звёздочкой в качестве разделительного знака между словами «ВСЕРОСІСКI» и «ПЕТР» на круговой легенде аверса.
- 9. Аверс андреевского двухрублёвика 1727 года
- 10. Реверс андреевского двухрублёвика 1727 года

## Прекращение выпуска
В 1729 году государство прекратило выпуск золотых монет с номинальной стоимостью в два рубля. Прекращению выпуска предшествовало донесение Монетной конторы Сенату в 1728 году. Среди перечисления проблем выпуска андреевских двухрублёвиков в качестве одного из решений была указана возможность их порчи, то есть снижения содержания в них благородного металла при сохранении номинальной стоимости. Одновременно Монетная контора писала о последующих проблемах и нецелесообразности такого шага.
Одной из причин прекращения их выпуска стало несоответствие монетной стопы российских золотых монет номиналом в 2 рубля распространённым в Европе золотым дукатам. В связи с этим их использовали преимущественно на внутреннем рынке, в то время как для международной торговли требовались дукаты.
Из-за повышения стоимости золота относительно серебра выпуск андреевских золотых становился затруднительным. Как указывалось выше, купцы не хотели сдавать золото на монетный двор по закупочной цене 245 копеек за золотник. Её повышение делало выпуск убыточным для государства. В результате государство отказалось от чеканки золотых монет номинальной стоимостью в два рубля и вернулось к червонцам. В отличие от андреевских двухрублёвиков, подражания дукатам, червонцы, не имели строго фиксированной государством цены. В официальных документах их стоимость непосредственно после отказа от выпуска двухрублёвиков была установлена в 2 рубля 20 копеек. Затем их стоимость относительно серебряной монеты неуклонно росла, достигнув 4 рублей 41 копеек в 1897 году. Во время правления Елизаветы Петровны на реверсе червонцев вновь стали изображать Андрея Первозванного.

## Новоделы
Новодельными называются неподлинные монеты, которые выпустили на государственных монетных дворах подлинными или специально приготовленными для этого штемпелями. В Российской империи новоделы выпускали до 1890 года, когда их чеканка была запрещена указом императора Александра III.
Их изготовление было направлено на удовлетворение запросов высокопоставленных коллекционеров, также их производили по запросам частных лиц либо по указанию министерства финансов для выставок. Специалист, при проведении тщательной экспертизы, может отличить новодельную монету от подлинной по несоответствиям в рисунке при изготовлении вновь созданными штемпелями, отличиями гурта, состава металла и другим признакам.
Новодельные андреевские двухрублёвики также представляют интерес для коллекционера. Два представленных ниже (рис. 9—12) экземпляра располагаются в экспозиции музея Международного нумизматического клуба.
- 9. Аверс новодела андреевского двухрублёвика 1726 года
- 10. Реверс новодела андреевского двухрублёвика 1726 года
- 11. Аверс новодела андреевского двухрублёвика 1726 года
- 12. Реверс новодела андреевского двухрублёвика 1726 года

## Комментарии
1. ↑  Среди них выделяют следующие разновидности:
  - с латинской надписью «PETRVSALEXII•I•D•G•RVSS•» на аверсе
  - с русскими надписями
    - со словом «САМОДЕРЖЕЦЪ» в круговой надписи аверса
    - со словом «САМОД» в круговой надписи аверса
      - без заклёпок на латах
        - с пряжкой на плаще
        - без пряжки на плаще

      - с заклёпками на латах (см. рис. 1, 2)
2. ↑  Среди них выделяют следующие разновидности:
  - со словом «САМОД» в круговой легенде аверса
    - «ЦРЬ» левее головы
    - «ЦРЬ» над головой
    - «ЦРЬ» правее головы

  - со словом «САМОДЕРЖЕЦЪ» в круговой легенде аверса
    - на груди Петра I нет украшений
    - на груди Петра I арабески
    - на груди Петра I пальмовая ветвь
      - над головой царя пустое поле
      - над головой точка
      - над головой 4 точки ромбом
      - над головой фигурка — из центра под углом около 60° друг относительно друга отходят три небольшие линии
      - над головой фигурка короны
3. ↑  Существуют 2 основные разновидности — с и без пальмовой ветви на профиле императора
4. ↑  Разновидности андреевских двухрублёвиков 1722 года связаны с круговыми надписями на аверсе:
  - содержит «ВСЕРОСИСКI • IМЬПЕРАТ» (не содержит пальмовой ветви на груди)
  - содержит «ВСЕРОСИСКИ • IМЬПЕРАТ» (не содержит пальмовой ветви на груди)
  - содержит «IМПЕРАТ» (с пальмовой ветвью на груди) (см. рис. 3, 4)
5. ↑  Был значительно изменён портрет императора. Соответственно этому выделяют следующие разновидности:
  - со старым изображением
    - без пальмовой ветви на груди
    - с пальмовой ветвью на груди
      - без заклёпок на рукаве
      - с заклёпками на рукаве

  - с новым изображением Петра I в античном плаще (см. рис. 5, 6)
6. ↑  имеют 2 разновидности:
  - с полосками на рукаве
  - без полосок на рукаве
7. ↑  имеют 2 разновидности:
  - с полосками на рукаве
  - без полосок на рукаве